# Pseudotremia armesi
Pseudotremia armesi är en mångfotingart som beskrevs av Shear 1972. Pseudotremia armesi ingår i släktet Pseudotremia och familjen Cleidogonidae. Inga underarter finns listade i Catalogue of Life.